# Giornata internazionale degli studenti
La giornata internazionale degli studenti è una ricorrenza studentesca, che si tiene ogni anno per rivendicare il diritto allo studio e il diritto degli studenti a esprimersi.
La data è l'anniversario degli eccidi nazisti di studenti e professori cecoslovacchi che si opponevano alla guerra nazista.
Molte università festeggiano la ricorrenza, talvolta in un giorno diverso dal 1 novembre, con un significato diverso a quello originale, cioè come una celebrazione del multiculturalismo degli studenti internazionali.
Molte scuole secondarie, in particolare i licei, utilizzano questa ricorrenza per legittimare il proprio diritto allo studio.
In occasione della 83ª ricorrenza (17/11/2023) il Ministero delle Imprese e del Made in Italy ha previsto, attraverso il programma di emissione carte-valori postali, l'emissione di un Francobollo ordinario appartenente alla serie tematica “il Senso civico” dedicato alla Giornata internazionale degli studenti.
La proposta è stata avanzata da Manuel Aita, rappresentante nella Consulta provinciale studentesca di Sondrio.
La cerimonia di emissione si è tenuta all’Istituto Comprensivo “Ennio Quirino Visconti” a Roma, alla presenza del Sottosegretario di Stato al Ministero delle Imprese e del Made in Italy, con delega alla Filatelia, Fausta Bergamotto.
Il francobollo, disegnato da Claudia Giusto, è stato distribuito al valore della tariffa B zona 3 (3,20€).

## Storia
Alla fine del 1939 le autorità naziste in Cecoslovacchia (chiamata al tempo Protettorato di Boemia e Moravia) sedarono una manifestazione a Praga, tenuta da studenti della facoltà di medicina dell'Università Carolina il 28 ottobre, anniversario dell'indipendenza della Repubblica Cecoslovacca.
Lo studente Jan Opletal fu colpito da un'arma da fuoco durante la manifestazione e morì per la ferita l'11 novembre. Il 15 novembre il suo corpo avrebbe dovuto essere trasportato da Praga a casa sua in Moravia. Il suo corteo funebre era composto da migliaia di studenti, che trasformarono l'evento in una manifestazione anti-nazista. Questo portò le autorità naziste a prendere contromisure drastiche: tutti gli istituti di istruzione superiore furono chiusi, 1200 studenti furono arrestati e deportati in campi di concentramento e il 17 novembre nove fra studenti e professori furono giustiziati senza processo.
I nove studenti e professori giustiziati erano:
- Josef Matoušek,
- Jaroslav Klíma,
- Jan Weinert,
- Josef Adamec,
- Jan Černý,
- Marek Frauwçirt,
- Bedřich Koukala,
- Václav Šafránek,
- František Skorkovský.

Il 17 novembre è stato dichiarato per la prima volta giornata internazionale degli studenti nel 1941 a Londra dal Consiglio internazionale degli studenti (International Union of Students), che era composto anche da molti profughi, in accordo con gli alleati, e la tradizione è poi stata portata avanti dall'Unione internazionale degli studenti (International Union of Students), che insieme all'Unione degli studenti europea (European Students' Union) preme perché la giornata diventi una ricorrenza ufficiale ONU.

## Ricorrenze
La rivolta del Politecnico di Atene contro la dittatura dei colonnelli, cominciata il 14 novembre 1973, raggiunse il culmine il 17, quando un carrarmato abbatté i cancelli dell'università travolgendo gli studenti che vi si erano arrampicati, ferendone parecchi anche permanentemente, ma senza morti, secondo il contestato resoconto ufficiale. Attualmente tale specifico evento è festività nazionale in Grecia in ricordo di questi specifici fatti.
Nel 1989 alcuni esponenti studenteschi, insieme alla giovanile del partito comunista cecoslovacco, organizzarono una manifestazione di massa per commemorare la giornata internazionale degli studenti. Il cinquantesimo anniversario diede agli studenti l'opportunità di esprimere la loro insoddisfazione verso il partito comunista cecoslovacco. La manifestazione, che era cominciata come una commemorazione pacifica e aveva circa 15 000 partecipanti, divenne violenta all'imbrunire: molti manifestanti furono pestati dalle forze dell'ordine antisommossa. Sul luogo degli scontri rimase a terra il cadavere di un presunto studente, che in realtà era un agente infiltrato. Le voci sulla morte di uno studente a causa della brutalità della polizia diedero inizio a una serie di eventi probabilmente non previsti dalla polizia segreta. La notte stessa, studenti e attori teatrali insieme dichiararono uno sciopero. Gli eventi connessi al 17 novembre 1989 aiutarono l'avvio della Rivoluzione di velluto in Cecoslovacchia.
La "giornata della lotta per la libertà e la democrazia" è una delle festività nazionali slovacche e, dal 2000, ceche(grazie all'organo di rappresentanza nazionale degli studenti superiori).
Dopo la caduta del muro di Berlino e la progressiva crisi dell'Unione internazionale degli studenti, il 17 novembre fu celebrato solo in pochi stati con poco coordinamento mondiale. Durante il forum sociale mondiale di Mumbai (India) del 2004, alcune associazioni studentesche, internazionali come l'OCLAE o nazionali come l'italiana Unione degli Studenti, decisero di rilanciare la data e di proclamare una manifestazione globale per il 17 novembre 2004. Molte organizzazioni studentesche di molti paesi quell'anno si mobilitarono di nuovo e hanno poi continuato a celebrare la giornata internazionale degli studenti negli anni successivi coll'aiuto dell'OBESSU (organizzazione europea delle associazioni scolastiche e degli studenti medi) e dell'Unione degli studenti europea (European Students' Union o ESU).
Nel 2009, settantesimo anniversario del 17 novembre 1939, l'OBESSU e l'ESU promossero diverse celebrazioni in tutta Europa. L'evento centrale nell'Università di Bruxelles durò dal 16 al 18 novembre: era incentrato sulla storia del movimento studentesco e sul suo ruolo nel promuovere una cittadinanza attiva contro i regimi autoritari e fu seguito da un'assemblea sul ruolo attuale delle organizzazioni studentesche e sul bisogno di un riconoscimento ufficiale dello statuto europeo dei diritti dello studente; vi presero parte oltre cento studenti in rappresentanza di associazioni studentesche di oltre 30 paesi europei, oltre ad alcune delegazioni internazionali.